# Przepustowość infrastruktury transportowej
Przepustowość infrastruktury transportowej – maksymalna liczba środków transportu, jakie mogą w jednostce czasu (w ciągu godziny, doby czy roku) przemieścić się przez określony element transportowej infrastruktury liniowej lub punktowej.
Zdolność przepustowa linii kolejowej lub jej części (odcinka linii) wskazuje największą liczbę pociągów lub par pociągów, które mogą przejechać po danym fragmencie linii kolejowej (odcinku, szlaku) w ciągu określonego czasu, zazwyczaj doby lub godziny szczytowego natężenia przewozów. Zdolność przepustowa zależy od parametrów technicznych linii kolejowej, takich jak: dopuszczalna prędkość maksymalna, liczba i długość odcinków o ograniczonej prędkości, liczba torów szlakowych, rodzaj urządzeń sterowania ruchem pociągów, układy torowe na stacjach, struktura rodzajowa pociągów wykorzystujących daną linię kolejową oraz parametry ich ruchu.